# Биржан
Биржан (каз. Біржан, до 1998 г. — Рожково) — село в Зайсанском районе Восточно-Казахстанской области Казахстана. Административный центр Биржанского сельского округа. Код КАТО — 634633100.

## Население
В 1999 году население села составляло 1109 человек (576 мужчин и 533 женщины). По данным переписи 2009 года, в селе проживало 1075 человек (554 мужчины и 521 женщина).